# Хвостокол Тортонезе
Хвостокол Тортонезе (лат. Dasyatis tortonesei) —  вид хрящевых рыб из семейства хвостоко́ловых отряда хвостоколообразных. Они обитают в умеренных  водах Средиземного моря. Максимальная зарегистрированная ширина диска 80 см. Грудные плавники этих скатов срастаются с головой, образуя ромбовидный диск. Рыло притуплённое. Хвост длиннее диска. Подобно прочим хвостоколы Тортонезе размножаются яйцеживорождением. Эмбрионы развиваются в утробе матери, питаясь желтком и гистотрофом.

## Таксономия и филогенез
Впервые вид был научно описан в 1975 году. Голотип представляет собой самку длиной 58 см с диском шириной 36 см, пойманную в Тунисском заливе. Вид назван в честь Энрико из Музея Естественной истории, Генуя, которог автор часто цитировал в своих работах, посвящённых средиземноморским видам пластиножаберных. Синонимом Dasyatis tortonesei может быть обыкновенный хвостокол. Различия между этими двумя видами неясны и требуют дальнейших исследований.

## Описание
Грудные плавники этих скатов срастаются с головой, образуя ромбовидный плоский диск. Позади глаз расположены брызгальца. На вентральной поверхности диска расположены 5 пар жаберных щелей, рот и ноздри. Между ноздрями пролегает лоскут кожи с бахромчатым нижним краем. Хвост в виде кнута длиннее диска. Как и у других хвостоколов на дорсальной поверхности в центральной части хвостового стебля расположен зазубренный шип, соединённый протоками с ядовитой железой. Иногда у скатов бывает 2 шипа. Периодически шип обламывается и на их месте вырастает новый

## Биология
Подобно прочим хвостоколообразным хвостоколы Тортонезе относятся к яйцеживородящим рыбам. Эмбрионы развиваются в утробе матери, питаясь желтком и гистотрофом. В помёте от 6 до 9 новорожденных. Беременность продолжается около 4 месяцев. Рацион состоит из донных беспозвоночных и мелких костистых рыб.

## Взаимодействие с человеком
Международный союз охраны природы ещё не оценил статус сохранности данного вида.